# Acantuerta thomensis
Acantuerta thomensis là một loài bướm đêm trong họ Noctuidae.